# Milt Orent
Milt Orent (New York, 1918. április 3. – Florida, 1975. február 26.) amerikai nagybőgős.

## Pályakép
Orent apja 1891-ben Oroszországból emigrált Amerikába, édesanyja Massachusettsből származott. Iskoláit klasszikus zenészként végzete. New Yorkban dolgozott  stúdiózenészként és hangszerelőként az NBC rádióállomásnál.
Bár őmaga tulajdonképpen nem is volt dzsesszzenész, de érdeklődött a modern dzsessz iránt, sőt mélyreható ismeretekkel rendelkezett a 20. századi klasszikus európai zenéről is. Az 1930-as évek vége óta baráti kapcsolatot ápolt Mary Lou Williams dzsesszesszzongoristával. Orent írta az „(In the Land Of) Oo-Bla-Dee” című szerzeményének szövegét, amit annak idején − többek között − Allen Eager, Dizzy Gillespie, Benny Goodman, Wardell Gray, Junior Mance és Mark Murphy is rögzített. Az író Fritz Rudolf Fries pedig használta a dal címét használta debütáló regényében (Oobliadooh): „ismertem egy csodálatos hercegnőt Oobliadooh földjén.”
Milt Orent 1945-ben segített Williamsnek a „Zodiac Suite” hangszerelésében is.
Más kompozíciók, amelyeket Orent írt vagy/és közreműködött bennük, (többek között) a „Nocturne to a Somnambulist” (1945), az „(Otto Make That) Riff Staccato” (Si Schwartzcal és Ray Nance-szel). Duke Ellington rögzítette ezeket lemezen.
1945 és 1950 között négy dzsesszfelvételen vett részt, többek között Buddy Tate-tel. 1954-ben részt vett Fletcher Peck zongoraművész felvételein.
1946-tól az ASCAP (American Society of Composers, Authors and Publishers) tagja volt.